# Otto der Schütz
Otto II. von Hessen, genannt Otto der Schütz (* vor 1322; † Dezember 1366 auf Schloss Spangenberg) war der einzige Sohn des Landgrafen Heinrich II. von Hessen und dessen Frau Elisabeth, Tochter des Markgrafen Friedrich von Meißen.

## Leben
Otto heiratete 1338 Elisabeth († 1382), Tochter Dietrichs VII. von Kleve. Die Ehe blieb kinderlos. Ab 1339/40 war er Mitregent seines Vaters und kaiserlicher Statthalter in Mühlhausen. Otto beteiligte sich unter anderem an zwei siegreichen Fehden seines Vaters (1356 und 1361) gegen den Abt Heinrich VII. von Fulda. Dabei verwüstete er 1356 das Dorf Hausen und die dortige Burg, und 1361 eroberten und plünderten Otto und Markgraf Friedrich III. von Meißen 1361 die fuldische Stadt Hünfeld.
Otto residierte auf Schloss Spangenberg oberhalb der gleichnamigen Stadt, wo er 1366 starb. Sein unerwartet plötzlicher Tod gab Anlass zu der Vermutung, dass er einem von Abt Heinrich VII. von Fulda veranlassten Giftanschlag zum Opfer gefallen sei. Nach Ottos Tod berief Heinrich II. seinen Neffen Hermann (1341–1413) im Jahre 1367 zum Mitregenten und Erben.

## Die Sage von Otto dem Schützen
Nach einer seit dem 16. Jahrhundert erzählten Sage verließ Otto, weil sein älterer Bruder Heinrich (den es in Wahrheit nicht gab) zum Erben und er selbst zum Geistlichen bestimmt war, seine Heimat und lebte unerkannt als Bogenschütze am gräflichen Hof in Kleve. Dort verliebte er sich in die Tochter Elisabeth (Elsbeth) des Grafen Dietrich. Ottos Bruder Heinrich starb jedoch jung, und da Otto als verschollen galt, drohte Hessen an den mit einer Tochter Heinrichs II. vermählten Herzog Otto von Braunschweig zu fallen. Otto wurde dann aber von einem durchreisenden hessischen Ritter erkannt und mit großer Ehrerbietung gegrüßt, und Graf Dietrich stimmte nun einer Ehe seiner Tochter mit Otto zu. Otto kehrte mit seiner Braut zurück an den Hof seines Vaters.
Der Stoff wurde vielfach dichterisch und auch musikalisch bearbeitet, in Dramen, Opern, einem Roman, Erzählungen und lyrisch-epischen Dichtungen. Die bekannteste Bearbeitung ist die von Gottfried Kinkel, Otto der Schütz. Eine rheinische Geschichte in zwölf Abenteuern, von 1846.
In Kleve errichtete man Otto ein großes Brunnenstandbild, das zunächst am Fischmarkt, später am Ende des Prinzenhofes stand. In der Alten Aula der Universität Marburg gibt es einen Zyklus von Wandgemälden „Otto der Schütz“. Das 1906 eingeweihte Kinkel-Denkmal in Oberkassel zeigt auf einer seiner vier Relieftafeln eine Szene aus Kinkels Epos „Otto der Schütz“.